# ليزا كلاين
ليزا كلاين (بالألمانية: Lisa Klein)‏ (و. 1996  م) هي دراجة ألمانية، ولدت في ساربروكن.

## سباقات أو مراحل فاز بها
| التاريخ        | السباق                                                          | المركز                                                                   |
| -------------- | --------------------------------------------------------------- | ------------------------------------------------------------------------ |
| 15 سبتمبر 2016 | سباق الزمن لأقل من 23 سنة للسيدات - بطولة أوروبا للدراجات 2016  |                                                                          |
| 02 أبريل 2017  | طواف فلاندرز للسيدات 2017                                       | الخامس في تصنيف أفضل شاب                                                 |
| 09 أبريل 2017  | هيلثي أجينج تور 2017                                            | الرابع في التصنيف العام                                                  |
| 30 أبريل 2017  | جراند بريكس إلسي جاكوبس 2017                                    | الرابع في التصنيف العام                                                  |
| 24 يونيو 2017  | سباق الطريق للسيدات في بطولة ألمانيا 2017                       | الفائز في التصنيف العام                                                  |
| 09 يوليو 2017  | طواف إيطاليا للسيدات 2017                                       | التاسع في تصنيف أفضل شاب                                                 |
| 02 أغسطس 2017  | سباق الزمن لأقل من 23 سنة للسيدات - بطولة أوروبا للدراجات 2017  | الثالث في التصنيف العام                                                  |
| 04 أغسطس 2017  | سباق الطريق لأقل من 23 سنة للسيدات - بطولة أوروبا للدراجات 2017 | الخامس في التصنيف العام                                                  |
| 20 أغسطس 2017  | طواف النرويج للسيدات 2017                                       | الأول في تصنيف أفضل شاب، الخامس في التصنيف العام                         |
| 25 مارس 2018   | غنت-وفلجم للسيدات 2018                                          | الثالث في التصنيف العام، الرابع في تصنيف أفضل شاب                        |
| 01 أبريل 2018  | طواف فلاندرز للسيدات 2018                                       | الخامس في تصنيف أفضل شاب                                                 |
| 08 أبريل 2018  | هيلثي أجينج تور 2018                                            | الأول في تصنيف أفضل شاب، السادس في التصنيف العام، السادس في تصنيف النقاط |
| 29 يونيو 2018  | سباق الدراجات ضد الساعة للسيدات في بطولة ألمانيا 2018           |                                                                          |
| 12 يوليو 2018  | سباق الزمن لأقل من سنة للسيدات - بطولة أوروبا للدراجات 2018     |                                                                          |
| 22 يوليو 2018  | 2018 BeNe Ladies Tour                                           | الأول في تصنيف أفضل شاب، الثاني في التصنيف العام                         |
| 14 أبريل 2019  | هيلثي أجينج تور 2019                                            | الفائز في التصنيف العام                                                  |
| 28 يونيو 2019  | سباق الدراجات ضد الساعة للسيدات في بطولة ألمانيا 2019           | الفائز في التصنيف العام                                                  |
| 30 يونيو 2019  | سباق الطريق للسيدات في بطولة ألمانيا 2019                       |                                                                          |
| 21 يوليو 2019  | 2019 BeNe Ladies Tour                                           | الفائز في التصنيف العام                                                  |
| 19 يونيو 2021  | سباق الطريق ضد الساعة للسيدات في بطولة ألمانيا 2021             |                                                                          |
| 11 يوليو 2021  | 2021 Baloise Ladies Tour                                        | الفائز في التصنيف العام                                                  |
| 24 يونيو 2022  | سباق الزمن على الطريق للسيدات في بطولة ألمانيا 2022             |                                                                          |
| 21 يونيو 2024  | سباق الزمن على الطريق للسيدات في بطولة ألمانيا 2024             |                                                                          |

## روابط خارجية
- ليزا كلاين على موقع الاتحاد الدولي للدراجات (الإنجليزية)
- ليزا كلاين على موقع أرشيف الدراجات (الإنجليزية)
- ليزا كلاين على موقع إحصائيات الدراجات الإحترافية (الإنجليزية)
- ليزا كلاين على موقع نسبة الدراجات (الإنجليزية)
- ليزا كلاين على موقع CycleBase (الإنجليزية)
- ليزا كلاين على موقع اللجنة الأولمبية الدولية (الإنجليزية)
- ليزا كلاين على موقع أوليمبيديا (الإنجليزية)
- ليزا كلاين على موقع اللجنة الأولمبية الألمانية (الألمانية)